# Pejzaż w kolorze sepii
Pejzaż w kolorze sepii (tyt. oryginału A Pale View of Hills) – napisana w 1982 r. pierwsza powieść brytyjskiego pisarza Kazuo Ishiguro, urodzonego w Japonii. 

## Zarys fabuły
Opowieść o Etsuko, starzejącej się Japonce, mieszkającej samotnie w Anglii, u której na kilka dni zatrzymuje się młodsza córka Niki, tuż po samobójstwie starszej córki Keiko.

## Nagroda
- 1982 - Winifred Holtby Memorial Prize.